# 行政學修正理論時期
繼承行政學傳統理論時期，行政學修正理論時期的代表有胡桑實驗學派、動態平衡理論、Y理論、理性決策理論、需求層次理論、ERG理論和双因素理论等學派,而這時期的程因大致如下:
一、30年代起行為科學在美國興起。
二、行為科學強調社會現象的實然研究。
三、觸及人員的心理面，尤其是對人與人間所發生的交互行為。
四、行為科學提出科際整合的主張以試圖消除空隙地帶。
五、行為科學所試圖建立社會科學中的通則(General Principle)。
六、靜態描述和法制研究都不見得和實際的政治或行政現象相符。
七、教育文化水準普遍提升，組織對於成員的鼓勵必須運用新方法才能保持員工的有效參與。

## 胡桑實驗學派
以梅堯為首,對於管理中的人性問題作實驗而開創了人群關係學派,其認為管理不容忽視員工的人格尊嚴,而非正式組織和員工溝通的重視也是管理的重點.

## 動態平衡理論
以巴納德為代表,主管人員的功能在於滿足人員需求、並且瞭解組織中的非正式組織.

## Y理論
這個學派認為人性本善,對於工作有主動積極的精神,並非項傳統理論者所認為的人天生好逸惡勞(X理論),故在管理上以積極鼓勵代替消極懲罰.

## 需求層次理論
該學派認為行政即研究組織中決策制定的過程,而人的需求共有五大類,主管的職能在於滿足人員這些需求.

## ERG理論
全稱生存—關係—成長理論,這個學派認為人類的需求層級由低至高分成三種:生存需求、關係需求和成長需求,三者間不只是滿意提升的程序更是挫折退化的程序.

## 双因素理论
亦稱兩因素理論(或激勵保健理論),該學派任為人的需求分成消極保健因素和積極的激勵因素,保見因素至在維持一般的工作效率,積極因素則能提升工作效率.

## 行為科學對該時期的影響
修正理論受行為科學影響甚大，可以說行為科學的缺失就是這個時期的缺失，故對此時期的檢討必須先探討行為科學對行政學的影響：

### 基本概念
研究者在基本觀念上一從應然面轉為實然面研究。

### 組織理論
- 由靜態研究到動態研究：以往組織研究不外乎形式結構、法令規章、制度以及權責分配；然而行為科學重視組織的人員研究，包含了他們的交互行為、需求和滿足、意見溝通、權力運用和非正式組織的關係與活動。
- 發現非正式組織：在正式組織外尚有非正式組織，其對正式組織產生極大的影響。人員不僅受正式組織約束，同時也受至於非正式組織；甚至有時對於非正式組織的順從會遠超於正式組織。
- 組織平衡論：以往認為人一旦加入組織就屬於組織，故個人利益不能優於組織利益，但巴納德和賽蒙等人都認為只有在雙方利益都得到合理平衡，組織才能發展而個人才會有前途，故組織對於成員提供滿足其需求條件時，成員才會把全心貢獻能力。
- 群組角色的重視：以往認為組織中一個成員的地位就是組織法規所賦予的責任和工作，然而其實一個人在組織中縱使有地位的高低，但是其所扮演的角色都是同等重要，故組織中每個人都有其重要性，不能因為地位高低而有差別待遇。

### 管理方式
- 由監督制裁到人性激發：科學管理者從X理論出發以嚴格的方式管理，行為科學家保持人性本善的Y理論，主張尊重人格、滿足人員需求，唯在這種方式管理下才會有較高的工作效率。
- 由消極懲罰到積極激勵：以往對人的管理是消極懲罰，人的努力工作是為了免於受罰，然而行為科學採取積極激勵，不僅要滿足人的基本需求，更要依據個別差易給予適當的、不同的激勵，使個人發揮最大潛力。
- 由專斷領導到民主領導：以往主管的領導多採專斷領導，部屬唯有服從，然而行為科學的領導方式是民主的，決策由大家參與制定，命令有錯能改，下屬更可反應意見。
- 由唯我獨尊到意見溝通：以往機關首長都有唯我獨尊的觀念，所以長官的意見是絕對的，然而行為科學主張建立溝通，同時還要透過非正式組織使組織成員增強團結，以使圓滿達成任務。

### 權力觀點
職位權力固然可使部下接受命令，然而接受程度不見得高，只有贏得部屬的尊敬才能發揮權力的最佳效率。

### 人事行政
行為科學的人事行政注重如何建立工作人員和工作的調適關係、工作人員的合作關係以及機關和成員的平衡關係。

## 行為科學的限制
1、行為科學支離破碎對於問題難以解決。
2、內容侷限在組織人員行為的研究，甚至根本否定組織結構和法令之重要性，其實行為科學只能作為對科學管理的修正與補充，不能完全取代否則就成了一偏之見。
3、由於和社會科學的性質差異，行為科學追求客觀性和社會科學的目標難以契合。
4、只對組織的人員研究，反到忽略外在環境對人員之影響。